# Julia Hauke

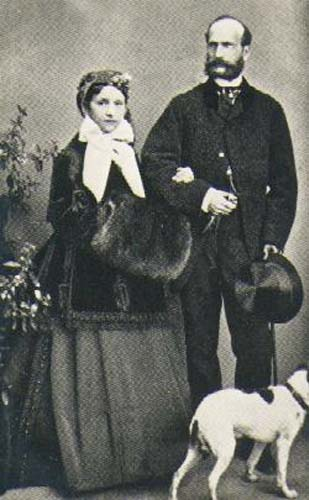
Julia Haucke med sin man Alexander av Hessen-Darmstadt.

Julia Teresa Salomea Hauke, född den 12 november 1825, död den 19 september 1895, var en rysk hovdam, som blev morganatisk gemål till prins Alexander av Hessen-Darmstadt och mor till furst Alexander I av Bulgarien. 

## Biografi
Julia Hauke föddes i Warszawa i den ryska delen av Polen som dotter till den tyske militären Hans Moritz Hauke och Sophie Lafontaine. Hennes far tjänstgjorde i rysk militärtjänst och mottog år 1829 en polsk grevetitel av tsar Alexander II av Ryssland. Hennes far dog under det polska upproret 1830, och hon blev placerad under det ryska tsarhusets beskydd. 
Julia Hauke utbildades i Sankt Petersburg, och blev senare hovfröken hos den ryska tronföljarens maka Maria av Hessen. Vid det ryska hovet mötte hon tronföljarens svåger Alexander av Hessen-Darmstadt, och paret inledde ett förhållande. Tsaren vägrade ge sitt tillstånd till ett giftermål mellan sin sons svåger och en uppkomling, vilket gjorde att paret rymde från Ryssland tillsammans. De gifte sig den 28 oktober 1851 i Breslau i preussiska Schlesien. Julia Hauke hade inte tillräckligt hög rang för att barnen inom äktenskapet skulle bli arvsberättigade till tronen i Hessen, och äktenskapet blev därför morganatiskt. Hennes svåger Ludvig III av Hessen-Darmstadt gav henne 1851 titeln grevinna av Battenberg, och 1858 titeln prinsessa av Battenberg, en titel alla hennes barn också sedan skulle få.

## Barn
- Maria Karolina (1852–1923), gift med furst Gustav Ernst von Erbach-Schönberg
- Ludvig (1854–1921). Han blev 1878 brittisk undersåte, 1884 gifte han sig med prinsessan Viktoria av Hessen-Darmstadt, som var dotterdotter till Viktoria I av Storbritannien. Han fick titeln "markis av Milford Haven" och ändrade 1917 (på den engelske kungens order) släktnamnet till det angliserade Mountbatten. Bland deras barn märks Alice av Battenberg (mor till Philip, hertig av Edinburgh), Louise, gift med Gustaf VI Adolf och drottning av Sverige, samt Louis Mountbatten av Burma.
- Alexander (1857–1893), furste av Bulgarien 1878-1887. Död i Wien.
- Henrik (1858–1896), engelsk militär, guvernör över ön Isle of Wight. Han dog under ett militärt uppdrag till Afrika. Han gifte sig 1886 med Beatrice av Storbritannien, dotter till drottning Viktoria I av Storbritannien. Redan samma dag som bröllopet ägde rum blev han brittisk "kunglig höghet". Deras dotter Victoria Eugenia av Battenberg gifte sig 1906 med Alfonso XIII av Spanien.
- Frans Josef (1861–1921) var filosofie doktor och major à la suite i hessisk tjänst. Han gifte sig 1897 med prinsessan Anna av Montenegro, dotter till Nikola I av Montenegro.